# Gabriella Giacobbe
Gabriella Giacobbe (L'Aquila, 1923 – Milano, 5 gennaio 1979) è stata un'attrice italiana attiva in teatro, televisione e cinema.

## Biografia
Si forma presso la scuola di teatro di Giorgio Strehler e si esibisce a lungo al Piccolo Teatro di Milano. Lavora anche con Luchino Visconti ed Eduardo De Filippo. Ha anche avuto una carriera prolifica in televisione, apparendo in sceneggiati di successo come A come Andromeda, La donna di picche e I promessi sposi. Più sporadiche sono le sue apparizioni cinematografiche, che, comunque, includono opere di Luigi Magni, Dino Risi, Nelo Risi e il celebre spaghetti western Keoma di Enzo G. Castellari. Muore di cancro il 5 gennaio 1979, a 55 anni.

## Filmografia

### Cinema
- L'egoista, regia di Giorgio Strehler (1961)
- L'arpa d'erba, regia di Flaminio Bollini (1964)
- Una stagione all'inferno, regia di Nelo Risi (1970)
- Anna, quel particolare piacere, regia di Giuliano Carnimeo (1973)
- Una sera c'incontrammo, regia di Piero Schivazappa (1975)
- Lo specchio lungo, regia di Ottavio Spadaro (1975)
- Keoma, regia di Enzo G. Castellari (1976)
- In nome del Papa Re, regia di Luigi Magni (1977)
- La stanza del vescovo, regia di Dino Risi (1977)
- Interno di un convento, regia di Walerian Borowczyk (1978)
- Scherzi da prete, regia di Pier Francesco Pingitore (1978)

### Televisione
- Il sogno dello zio, regia di Guglielmo Morandi (1956)
- Il conte aquila, regia di Sandro Bolchi (1959)
- Ruy Blas, di Victor Hugo, regia di Sandro Bolchi, trasmessa il 4 dicembre 1959
- Le inchieste del commissario Maigret, regia di Mario Landi (episodio L'affare Picpus, 1964)
- I promessi sposi (Donna Prassede), regia di Sandro Bolchi (1967)
- Astronave Terra, regia di Alberto Negrin (1971)
- Un affare editoriale, regia di Guglielmo Morandi (1971)
- A come Andromeda, regia di Vittorio Cottafavi (1972)
- La donna di picche, regia di Leonardo Cortese (1972)
- Eleonora, regia di Silverio Blasi (1973)
- La dama dei veleni, regia di Silverio Blasi (1979)

## Teatro
- Coriolano, di Shakespeare, regia di Giorgio Strehler, Piccolo Teatro di Milano (1957)
- Una montagna di carta, di Guido Rocca, regia di Virginio Puecher, Piccolo Teatro (1958)
- Goldoni e le sue sedici commedie nuove, di Paolo Ferrari, regia di Giorgio Strehler, Piccolo Teatro (1957)
- L'anima buona di Sezuan, di Bertolt Brecht, regia di Giorgio Strehler, Piccolo Teatro (1958)
- Platonov e altri, di Anton Čechov, regia di Virginio Puecher, Piccolo Teatro (1959)
- Mercadet l'affarista, di Honoré de Balzac, regia di Virginio Puecher, Piccolo Teatro (1959)
- Pulcinella in cerca della sua fortuna per Napoli, di Pasquale Altavilla, regia di Eduardo De Filippo, Piccolo Teatro (1958)
- La Maria Brasca, di Giovanni Testori, regia di Mario Missiroli, Piccolo Teatro (1960)
- La visita della vecchia signora, di Friedrich Dürrenmatt, regia di Giorgio Strehler, Piccolo Teatro (1960)
- L'egoista, di Carlo Bertolazzi, regia di Giorgio Strehler, Piccolo Teatro (1960)
- Storia di Pablo, di Sergio Velitti, regia di Virginio Puecher, Piccolo Teatro (1961)
- Enrico IV, di Luigi Pirandello, regia di Orazio Costa, Teatro La Fenice (1961)
- L'anitra selvatica, di Henrik Ibsen, regia di Orazio Costa (1963)
- Le notti dell'ira, di Armand Salacrou, regia di Giorgio Strehler (1964)
- Il signor di Porceaugnac, di Molière, regia di Eduardo De Filippo, Piccolo Teatro (1965)
- Il mistero, di Silvio D'Amico, regia di Orazio Costa, Teatro Lirico (1965)
- Il gioco dei potenti, di Shakespeare, regia di Giorgio Strehler (1965)
- Duecentomila e uno, di Silvano Cappelli, regia di Giorgio Strehler (1966)
- Il fattaccio del Giugno, autore e regia di Giancarlo Sbragia (1968)